# Томми Версетти
То́мас (То́мми) Версе́тти (англ. Thomas «Tommy» Vercetti; род. 10 июня 1951, Либерти-Сити) — вымышленный персонаж из серии компьютерных игр Grand Theft Auto. Протагонист игры Grand Theft Auto: Vice City (2002). Озвучен американским актёром Рэем Лиоттой.

## Создание
Отмечается, что образ Томми был вдохновлён Тони Монтаной, главным героем криминального фильма 1983 года «Лицо со шрамом» в исполнении Аль Пачино, что проявляется в поведении и внешнем виде Томми Версетти. В GTA: Vice City присутствует большое количество отсылок к «Лицу со шрамом»: в частности, особняк, которым завладевает Томми Версетти по сюжету игры, напоминает особняк Тони Монтаны. Кроме того, другим прототипом Томми мог быть Джон Робертс (1948—2011), реально существовавший италоамериканский наркоторговец, впоследствии государственный информатор, который осуществлял преступную деятельность в Майами в 1970—80-х годах при участии колумбийских наркокартелей. Впрочем, Джон Робертс служил прообразом и для Тони Монтаны.
Фамилия персонажа, Версетти, могла быть заимствована у Mr. Vercetti, менеджера ночного клуба, второстепенного персонажа книги британского писателя Нормана Коллинза «Лондон принадлежит мне» (London Belongs to Me / 1945, переиздан в 1947 под названием Dulcimer Street). Эта фамилия не фиксируется в более ранних письменных источниках, в реальной жизни не существует или, по крайней мере, неизвестна базам данных по итальянским фамилиям, однако существует схожая по написанию фамилия Верчелли (итал. Vercelli), распространённая в регионе Пьемонт и берущая своё происхождение от местного топонима Vercelli, а также распространённые в Пьемонте и Ломбардии фамилия Верчеллезе (итал. Vercellese, «житель Vercelli») и ряд её вариаций.
Для анимации персонажа использовалась технология захвата движения (англ. motion capture). Моделью стал актёр Джонатан Сэйл (англ. Jonathan Sale).
В озвучивании Томми Версетти принимал участие американский актёр Рэй Лиотта, известный по съёмкам в культовом голливудском боевике 1990 года «Славные парни». За свою работу он получил $5 млн авансом. Озвучивание оказалось интересной, хотя и непростой задачей для Лиотты. Позднее Рэй признался, что даже никогда не играл в GTA: Vice City.

## Вымышленная биография
Италоамериканец. Начинал как мелкий наркоторговец, а после стал гангстером в Либерти-Сити. Будучи ещё молодым, стал известен как «Харвудский мясник» (англ. The Harwood Butcher) после того, когда он убил киллеров, нанятых для его устранения. Первоначально ему хотели дать пожизненное заключение, но срок был заменён на 15 лет. Выйдя на свободу, по поручению семьи Форелли отправился в город Вайс-Сити на юге страны для осуществления крупной сделки по продаже наркотиков, которая в итоге оказывается сорванной, Томми чудом удалось выжить, а кокаин и деньги были потеряны. Он пообещал лидеру семьи Форелли вернуть деньги и наркотики. Обосновавшись на новом месте, Томми Версетти постепенно строит собственную криминальную империю и начинает наступать на пятки своим предыдущим боссам. В финале, после кровавой разборки с членами семьи Форелли и убийства её лидера Сонни, Томми становится главным криминальным авторитетом Вайс-Сити.

## Отзывы и влияние
Томми Версетти был положительно оценён критиками, которые называли его одним из самых любимых и запоминающихся персонажей из серии Grand Theft Auto. Отдельные издания включали его в рейтинги самых лучших антигероев компьютерных игр. Его также называли одним из лучших персонажей игр для платформ Xbox и PlayStation.
Журнал Game Informer включил Томми в список тридцати игровых персонажей, «определивших десятилетие», а журнал Complex включил его в Топ-12 героев старых видеоигр, становившихся «иконами стиля».

### Комментарии
1. ↑  Ха́рвуд (англ. Harwood) — северный район острова Портленд в составе вымышленного города Либерти-Сити. Присутствует в играх GTA III, GTA: Liberty City Stories и GTA Advance.